# Ілокутивна сила
Ілокутивна сила — функція мовленнєвого акту; соціальне значення того, що зроблено і сказано в цей момент, у цій ситуації (тобто, в так званому місцевому репертуарі). Одне і те ж мовне висловлювання, сигнал або жест можуть мати безліч різних смислів і посилань в залежності від ситуаційного контексту.

Термін Дж. Остіна, проявляється у публіцистиці, інвективах, ліриці тощо.